# Hitojichi no Roudokukai
Hitojichi no Roudokukai (Storytelling of Hostages título internacional) é um telefilme japonês de 2014  dirigido por Masaaki Taniguchi. O título faz referência ao sequestro de seis cidadãos japoneses na América do Sul.

## Sinopse
Um incidente terrorista ocorrido em um país da América do Sul. Todos os seis reféns japoneses morreram. Dois anos mais tarde, o incidente chama a atenção de uma forma inesperada. Uma estação de rádio japonesa torna pública a existência de uma fita que contém as vozes dos reféns, enquanto eles ainda estavam vivos.

## Elenco
- Ryuta Sato ... Seiichi Nakahara
- Haru ... Hitomi Hirasawa
- Naomi Nishida ... Yoko Dojima
- Naoko Otani ...  Sakiko Hirasawa
- Hideko Hara ...  Satoko Takahashi
- Washio Machiko ... Shoko Kuraki
- Tomoharu Hasegawa ... Yutaka Dojima
- Anan Kenji ... Ryohei Hirata